# Mariana Handler
Sonja Mariana Handler (ur. 30 kwietnia 1980) – szwedzka biegaczka narciarska, dwukrotna medalistka mistrzostw świata juniorów.

## Kariera
Po raz pierwszy na arenie międzynarodowej pojawiła się w 1997 roku podczas mistrzostw świata juniorów w Canmore, gdzie zajęła ósme miejsce w sztafecie i osiemnaste w biegu na 5 km techniką klasyczną. Na rozgrywanych rok później mistrzostwach świata juniorów w Pontresinie zwyciężyła w sztafecie, a na 5 km była jedenasta. Ponadto na mistrzostwach świata juniorów w Štrbskim Plesie w 2000 roku ponownie była najlepsza w sztafecie, zajmując też piąte miejsce w biegu na 5 km stylem dowolnym i szóste na dystansie 15 km klasykiem.
W Pucharze Świata zadebiutowała 10 marca 1998 roku w Falun, zajmując jedenaste miejsce w sprincie drużynowym. Pierwsze punkty wywalczyła 20 grudnia 2000 roku w Davos, plasując się na 26. pozycji w biegu na 15 km klasykiem. Najlepszy wynik w zawodach tego cyklu osiągnęła 6 grudnia 2003 roku w Toblach, gdzie była szesnasta na dystansie 15 km stylem dowolnym. W klasyfikacji generalnej sezonu 2003/2004 zajęła ostatecznie 60. miejsce.
W 2001 roku wzięła udział w mistrzostwach świata w Lahti, zajmując 31. miejsce w biegu łączonym 2x5 km oraz piąte w sztafecie. Podczas rozgrywanych dwa lata później mistrzostw świata w Val di Fiemme była między innymi osiemnasta w sprincie techniką dowolną. Nie brała udziału w igrzyskach olimpijskich.

## Osiągnięcia

### Mistrzostwa świata
| Miejsce | Dzień     | Rok  | Miejscowość   | Konkurencja             | Czas biegu | Strata  | Zwyciężczyni    |
| ------- | --------- | ---- | ------------- | ----------------------- | ---------- | ------- | --------------- |
| 31.     | 18 lutego | 2001 | Lahti         | 10 km bieg łączony      | 28:06,1    | +2:14,6 | Virpi Kuitunen  |
| 5.      | 23 lutego | 2001 | Lahti         | Sztafeta 4x5 km         | 53:01,6    | +2:45,4 | Rosja           |
| 29.     | 18 lutego | 2003 | Val di Fiemme | 15 km stylem klasycznym | 39:40,9    | +2:58,9 | Bente Skari     |
| 42.     | 22 lutego | 2003 | Val di Fiemme | 10 km łączony           | 26:38,4    | +1:37,3 | Kristina Šmigun |
| 18.     | 26 lutego | 2003 | Val di Fiemme | Sprint stylem dowolnym  | 3:28,8     | -       | Marit Bjørgen   |
| 31.     | 28 lutego | 2003 | Val di Fiemme | 30 km stylem dowolnym   | 1:14:29,8  | +6:57,5 | Olga Zawjałowa  |

### Mistrzostwa świata juniorów
| Miejsce | Dzień       | Rok  | Miejscowość   | Konkurencja             | Czas biegu | Strata  | Zwyciężczyni           |
| ------- | ----------- | ---- | ------------- | ----------------------- | ---------- | ------- | ---------------------- |
| 18.     | 12 lutego   | 1997 | Canmore       | 5 km stylem klasycznym  | 14:28,7    | +1:00,3 | Kristina Šmigun        |
| 8.      | 14 lutego   | 1997 | Canmore       | Sztafeta 4x5 km         | 57:18,7    | +3:34,7 | Włochy                 |
| 33.     | 16 lutego   | 1997 | Canmore       | 15 km stylem dowolnym   | 43:45,7    | +3:30,1 | Kristina Šmigun        |
| 11.     | 21 stycznia | 1998 | Pontresina    | 5 km stylem dowolnym    | 14:03,2    | +41,9   | Katrin Šmigun          |
| 1.      | 23 stycznia | 1998 | Pontresina    | Sztafeta 4x5 km         | 1:02:11,7  | -       | -                      |
| 9.      | 3 lutego    | 1999 | Saalfelden    | 5 km stylem klasycznym  | 14:23,5    | +28,0   | Lina Andersson         |
| 4.      | 5 lutego    | 1999 | Saalfelden    | Sztafeta 4x5 km         | 55:04,2    | +1:49,6 | Finlandia              |
| 5.      | 25 stycznia | 2000 | Štrbské Pleso | 5 km stylem dowolnym    | 14:35,3    | +49,7   | Jekatierina Sczastliwa |
| 1.      | 27 stycznia | 2000 | Štrbské Pleso | Sztafeta 4x5 km         | 1:03:23,5  | -       | -                      |
| 6.      | 30 stycznia | 2000 | Štrbské Pleso | 15 km stylem klasycznym | 50:48,1    | +1:22,2 | Evi Sachenbacher       |

### Puchar Świata

#### Miejsca w klasyfikacji generalnej
- sezon 2000/2001: 101.
- sezon 2002/2003: 79.
- sezon 2003/2004: 60.

#### Miejsca na podium zawodów PŚ
Handler nigdy nie stanęła na podium indywidualnych zawodów PŚ.